# Adolf Engler
Heinrich Gustav Adolf Engler (Sagan, Polònia; 25 de març de 1844 – Berlín, Alemanya; 10 d'octubre de 1930) va ser un botànic alemany, i un dels més destacats experts en plantes del seu temps, responsable del Sistema Engler de classificació de plantes.

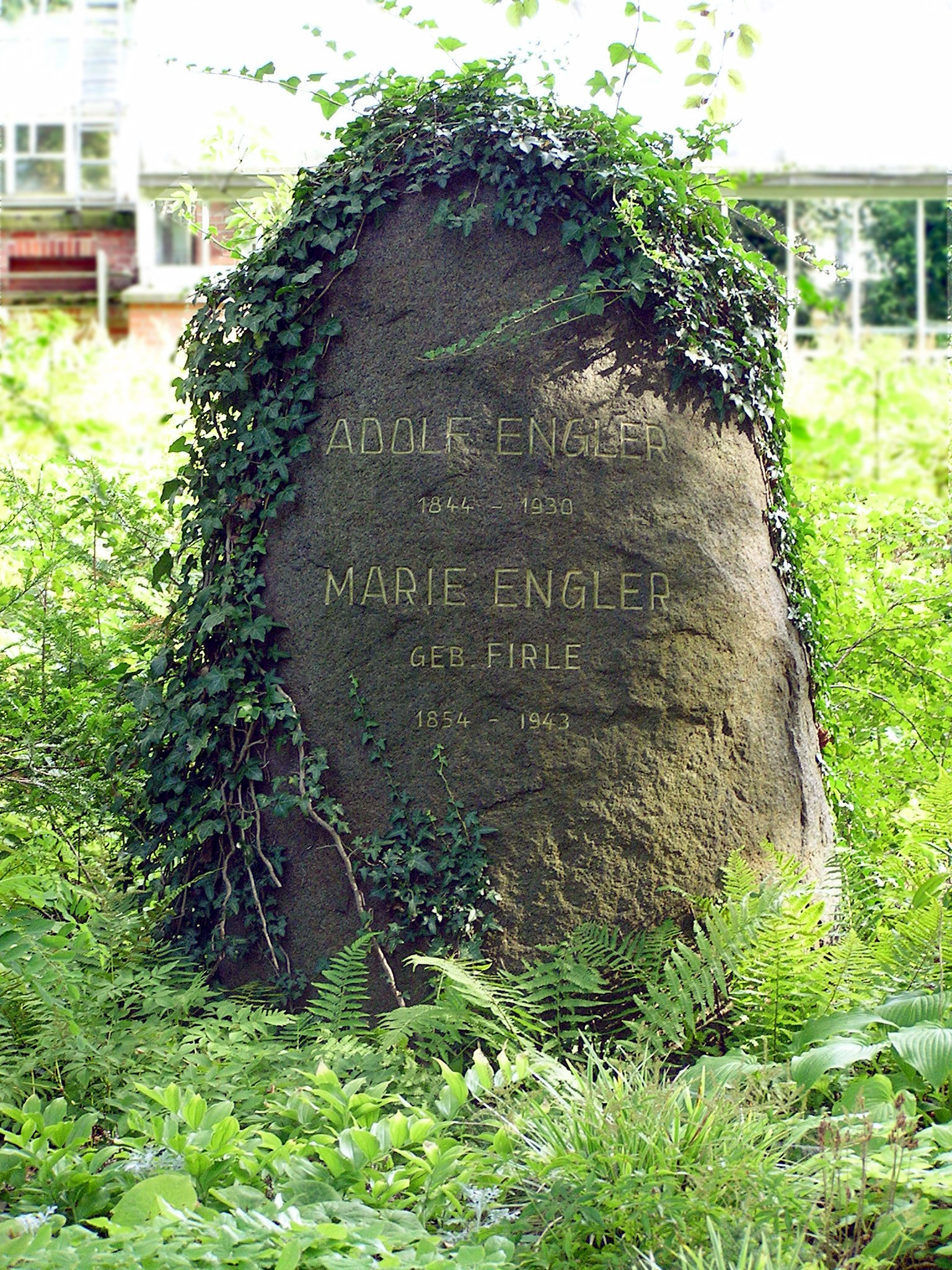
Làpida al jardí botànic de Berlín

Es va especialitzar en biogeografia botànica i la seva obra va tenir molta influència sobre la taxonomia vegetal. Es va doctorar a la Universitat de Breslau, avui Wrocław, el 1866. Va ensenyar a Kiel el 1878 i Breslau en 1884. Va ser professor de botànica a la Universitat de Berlín. Engarregat pel govern de Prússia el 1899 va crear amb Alfred Koerner Jardí botànic de Dahlem del qual va ser el director fins 1921.
Va rebre la Medalla linneana el 1913. El seu sistema de classificació es va utilitzar fins als anys 1970.

## Epònims
Nombrosos gèneres en el seu honor, entre ells:
- Englerastrum Briq.
- Englerella Pierre
- Engleria O.Hoffm.
- Englerina Tiegh.
- Englerocharis Muschl.
- Englerodaphne Gilg
- Englerodendron Harms
- Englerophytum Krause

## Obres
- Versuch einer Entwicklungsgeschichte der Pfanzenwelt insbesondere der Florengebiete, seit der Tertiärperiode  (2 volúms, 1879-1822)
- Syllabus der Vorlesungen übek spezielle und medizinisch-pharmazeutische Botanik (1892)
- Die Vegetation der Erde  de (15 volúmenes, 1896). coautor junt a O. Drude (1852-1933)
- Syllabus der Pflanzenfamilien (1924)